# 守島伍郎
守島 伍郎（もりしま ごろう、1891年5月23日 - 1970年6月4日）は、日本の外交官、政治家。衆議院議員。

## 経歴
旧福岡藩士・守島正路の五男として福岡市に生まれる。1910年福岡県立中学修猷館、1913年7月第一高等学校独法科を経て、1917年3月東京帝国大学法科大学法律学科（独法）を卒業。在学中の1916年10月に高等文官試験行政科に合格している。
その後、修猷館の先輩である廣田弘毅を慕って、1918年10月高等文官試験外交科に合格し、同年11月外務省に入省。在上海日本国領事館領事官補を経て、ドイツ・ハンブルグに在勤後、1926年6月、二等書記官となって在アメリカ合衆国日本国大使館に在勤する。1930年6月、一等書記官となり中国に在勤後、同年11月、亜細亜局第一課長となり、翌1931年に勃発した満州事変の善後処理に尽力する。1934年6月、亜細亜局が東亜局に改称されると、その第一課長となる。
1940年9月、「松岡人事」により退官し、1941年5月に外務省の外郭団体として設立された世界経済調査会の常務理事に就任する。
1942年2月、駐ソ連特命全権公使に任命され、同時に就任した駐ソ連大使佐藤尚武を補佐。
第二次世界大戦での対ソ外交において困難な対内折衝に従事し、終戦後帰国。
1946年6月、退官して弁護士登録し、同年から審理が始まった極東国際軍事裁判（東京裁判）において、自ら買って出て元首相廣田弘毅の弁護人を務めるが、守島が再三廣田自身に証言台に立つことを勧めたにもかかわらず、廣田は微笑するだけで断ったため、弁護人を辞任。
1947年、自らが1935年に設立に関わった、外務省の外郭団体である国際学友会の理事長に就任し、1965年まで務めている。1949年1月、第24回衆議院議員総選挙に民主自由党から立候補して衆議院議員に当選。1950年5月、衆議院外務委員長に選任される。1951年9月、サンフランシスコ講和会議に白洲次郎と共に全権団特別顧問として随行した。
その後、善隣学生会館（後の日中友好会館）理事長、日本国連協会専務理事などを歴任。

## 栄典
- 1940年（昭和15年）8月15日 - 紀元二千六百年祝典記念章[6]

## 著書
- 『苦悩する駐ソ大使館 - 日ソ外交の思出』（港出版合作社、1952年）